# CROSS RADIO 10
CROSS RADIO 10（クロス・レディオ・テン）は、CROSS FMで放送されていたラジオ番組。
放送期間は2002年4月1日～2003年3月27日、毎週月曜日〜木曜日の朝、北九州本社第2スタジオから生放送された。ナビゲーターは立山律子が務めた。

## 概要
- 2001年春にスタートしていた週末の番組「X FUTURE RADIO ON SATURDAY」と「X FUTURE RADIO ON SUNDAY」を移動、もともと平日昼間の顔というイメージの強かった立山律子を再び日中に配置することで平日のラインナップの強化を狙った番組。
- この番組もその2つの番組同様、ナビゲーターが番組の企画から構成、選曲、しゃべり、放送機器の扱いまですべてを1人で行う、いわゆるワンマンDJスタイルで放送された。
- 番組のテーマとして「世代」という切り口で人々の行動や流行を考えるコンセプトが設けられたが、その話題に触れることは少なかった。

## ナビゲーター
- 立山律子

同時間帯は「DAYLIGHT DRIVIN'」「MOONY NOON」以来の担当となる。

## 主なコーナー
- リスナーズ・コレクション （10:15頃）

リスナーから3曲、その流れを考えた選曲をしてもらい、そのリクエストを募って放送した。ナビゲーターはリクエストを紹介したリスナーのイニシャルから占った結果を紹介した。
- グッズゲッター （11:10頃）

ナビゲーターが問題を出題し、その答えをリスナーからFAX、Eメールで募集、その中で1番初めに正解が届いたリスナーにプレゼントを贈るコーナー。当選者発表時に着順も上位50人くらいまで紹介していた。このコーナーはこの番組終了後、「CROSS SATURDAY MORNING」内の「BRAIN TWISTER」として引き継がれた。
- Fan Fan 今日の1曲 （11:55頃）

北九州市八幡西区にある中古CDショップ「Fan Fan」の店長、中嶋ひろ志が選曲した曲を毎日1曲紹介した。なお中嶋店長は同局で放送された「Dobbのロック塾」（この番組が放送された時期には毎週金曜日5:00〜6:00、「CROSS RISING 500」内で放送されていた）でもナビゲーターを担当していた。
- バースデー・バースデー・バースデー （12:00頃）

放送日に誕生日を迎えた方の性格などを紹介、聴取者の誕生日情報も紹介した。

## エピソードなど
- この番組のスタート時、前述のとおり立山律子は週末番組の担当をしていたため、2002年3月30日～2002年4月4日までの6日間毎日同局に出演することになった。
- この番組の後半半年間のADを務めたのは現在同局でナビゲーターを担当している鶴田弥生である。鶴田はこの番組終了後「CROSS SATURDAY MORNING」でもADを務めた。

| CROSS FM 平日のワイド番組 | CROSS FM 平日のワイド番組 | CROSS FM 平日のワイド番組                                                                     |
| 前番組                    | 番組名                    | 次番組                                                                                        |
| ------------------------- | ------------------------- | --------------------------------------------------------------------------------------------- |
| CROSS FINE MODE           | CROSS RADIO 10            | CROSS MORNING SHOW GOOD MORNING DMD (7:00-12:00) CROSS AFTERNOON SHOW RADIO GOO (12:00-18:00) |